# 발레리 보지노프
발레리 에밀로프 보지노프 (Valeri Emilov Bozhinov, 불가리아어: Валери Емилов Божинов, 1986년 2월 15일, 불가리아 랴스코베츠 ~ )는 불가리아의 축구 선수, 축구 코치로, 카지체네에서 공격수로 활동하고 있다.
'Валери Божинов'의 로마자 표기는 'Valeri Bozhinov'가 영어식 표기이며 맨체스터 시티에서 사용하고 있는 흔히 알려진 'Bojinov'는 프랑스어, 포르투갈어식 표기다.

## 생애
보지노프는 1986년 불가리아의 벨리코터르노보 주 고르나오랴호비차(Горна Оряховица) 출신으로, 일찍이 아버지를 잃고 12세때 어머니 페파(Pepa)의 재혼으로 몰타로 이동했다. 의붓아버지는 1990년대 불가리아 국가대표 농구팀 플레이어와 사스코 안젤로프(Sasho Angelov)였다.
14세 때 레체 스포츠 감독 판탈레오 코르비노(Pantaleo Corvino)에 의해 발탁되어 축구선수가 되었다.
2001년부터 2004년까지 이탈리아 US 레체에서 활동하다가 2005년 ACF 피오렌티나로 이적했다. 2006년 7월부터 2007년까지는 유벤투스 FC에서 활약했고, 2007년에는 영국으로 진출, 그해 8월부터 잉글랜드 맨체스터 시티에서 활동했다. 2009년 다시 이탈리아로 돌아와 파르마 FC에서 활동하다가 2011년 7월부터는 포르투갈의 스포르팅 크루베 데 포르투갈, 2012년에는 엘라스 베로나 FC에서 뛰었고 2013년에는 비첸차 칼초에서 뛰었다. 2014년에는 PFC 레프스키 소피아에서 뛰었고 2014년부터 2015년까지 테르나나 칼초에서 뛰었다. 2015년부터 2017년까지 FK 파르티잔에서 뛰었고 2017년에는 각각 메이저우 하카 FC와 FC 로잔 스포르에서 뛰었다. 2018년에는 각각 HNK 리예카와 POFC 보테프 브라차에서 뛰었다. 2019년에는 각각 PFC 레프스키 소피아와 보테프 브라차에서 뛰었다.

## 기타
그는 불가리아의 가수 알리시아(Alisia)와 2006년 결혼하여 2007년 9월 같은 이름의 아기 발레리를 얻었으나 얼마 뒤 이혼, 불가리아 출신인 니콜레타 로자노바(Nikoleta Lozanova)와 재혼하였다.